# Metalocerus lonnbergi
Metalocerus lonnbergi là một loài bọ cánh cứng trong họ Cerambycidae.